# Halasi, Jovkva
Halasi (în ucraineană Галасі) este un sat în comuna Zamociok din raionul Jovkva, regiunea Liov, Ucraina.

## Demografie
Componența lingvistică a localității Halasi
     Ucraineană (100%)
Conform recensământului din 2001, toată populația localității Halasi era vorbitoare de ucraineană (100%).